# دمیتری مارکوف
دمیتری مارکوف (بلاروسی: Дзьмітры Маркаў؛ زادهٔ ۱۴ مارس ۱۹۷۵) ورزشکار پرش با نیزه بلاروس‌تبار اهل استرالیا بود.